# UWC México 50
UWC México 50: González vs. García fue un evento de artes marciales mixtas producido por Ultimate Warrior Challenge México, que se llevó a cabo el 24 de noviembre de 2023 en el Entram Gym de Tijuana, Baja California, México.